# Grazer Kleinkunstvogel
Der Grazer Kleinkunstvogel ist ein Kabarett- und Kleinkunstwettbewerb, der seit 1987 jährlich im Theatercafé in Graz stattfindet.

## Teilnehmer und Ablauf
Der Kleinkunstwettbewerb ist unter anderem für Kabarett (solo oder in Gruppen), Stand-up-Comedy, Liedermacher, Pantomime, szenische Lesung eigener Texte für ein breites Feld ausgeschrieben, doch seit Beginn klar als Nachwuchspreis (Förderpreis) abgegrenzt.
Der „Nachwuchsstatus“ ist so definiert: Es handelt sich um das erste öffentlich aufgeführte Programm. Es gab noch keine nennenswerte Anzahl von Auftritten vor zahlendem Publikum. Das Mindestalter beträgt 15 Jahre – für „Spätberufene“ gibt es keine Altersobergrenze. Der Künstler oder die Gruppe ist nicht in einem „artverwandten“ Beruf (Schauspieler, Musiker) professionell tätig.
Weiters ist es ehemaligen Siegern des Preises nicht mehr erlaubt teilzunehmen.
Die Spielzeit ist jeweils auf 15 Minuten begrenzt.
Bei den drei Vorrundenabenden wählen fünf Juroren aus den Bereichen Kunst, Kulturpolitik und Presse die vier bis sechs Finalteilnehmer aus. Sämtliche Personen der Jury werden am Schlussabend ausgetauscht.

## Preise
Neben dem von der Jury vergebenen Kleinkunstvogel wird auch ein Publikumspreis vergeben.
Die Trophäen des Jury- und Publikumspreises (Kleinkunstvogel und Publikumsvogel), werden von der Keramikklasse der Höheren Technischen Bundeslehranstalt Graz gestaltet und gehen in den Besitz der Preisträger über.
Der Gewinn des Kleinkunstvogels ist mit 1000 Euro Preisgeld, einem Engagement für die Aufführung des Abend füllenden Programms auf der Kleinkunstbühne Hin&Wider im Theatercafé in Graz und im Café Praxmeier in Kitzbühel dotiert.
Mit dem Gewinn des Publikumsvogels sind Auftritte auf der Kleinkunstbühne Hin&Wider im Theatercafé verbunden.
Beide Preise haben jeweils Titelsponsoren aus der steirischen Wirtschaft.

## Preisträger
- 1987: Die Salmonellen / Mike Supancic[1]
- 1988: Michael Mittermeier (2. Platz: Karl Kienegger)
- 1989: Martin Puntigam
- 1990: Das Endgültige Brucker Schwerkrafttheater
- 1991: Wolfgang Wiener
- 1992: Christian Hölbling
- 1993: Lainer & Linhart, Xindl (Publikumspreis)[2]
- 1994: Die Buschtrommel / Musikpreis Katrin Butt[1][3]
- 1995: groellundgröbner (2. Platz Alf Poier)
- 1996: Schöller & Bacher
- 1997: Die Motzbrocken (auch Publikumspreis)
- 1998: Kabud (auch Publikumspreis)
- 1999: Alexander Kröll (auch Publikumspreis)
- 2000: Das A&O (Astrid Walenta & Michaela Obertscheider) / Publikumspreis: Eva D.
- 2001: Christoph Krall / Publikumspreis: Die Schienentröster
- 2002: Martin Höller / Publikumspreis: Bakschisch
- 2003: Walter Seidl / Publikumspreis: Rainer Fink
- 2004: Markus Hirtler (auch Publikumspreis)
- 2005: Clemens Maria Schreiner (auch Publikumspreis)
- 2006: Marc-Uwe Kling / Publikumspreis: Alice Frick
- 2007: Susanne Pöchacker (auch Publikumspreis)
- 2008: Die 3 Friseure (auch Publikumspreis)
- 2009: Flüsterzweieck (Ulrike Haidacher und Antonia Stabinger) / Publikumspreis: Andreas Bartel
- 2010: Karin & Thia (Birgit und Nicole Radeschnig) / Publikumspreis: Christian Tauser
- 2011: Paul Pizzera (auch Publikumspreis)
- 2012: Vinzent Binder / Publikumspreis: Didi Sommer
- 2013: Berni Wagner (auch Publikumspreis)
- 2014: Miriam ‚Miri‘ Schmid / Publikumspreis: Duo “Zartbitter” – Andrea und Doris Grillitsch[4]
- 2015: Kaufmann-Herberstein (Florian Kaufmann und Therese Herberstein; auch Publikumspreis)
- 2016: David Scheid (auch Publikumspreis)
- 2017: Erika Ratcliffe / Publikumspreis: Manuel Thalhammer
- 2018: Micha Marx (auch Publikumspreis); Ehrenvogel: Simon Pichler
- 2019: Tubaffinity (auch Publikumspreis)
- 2020: Ananas (Lisa Alexandra Holzner und Michael Diekers; E-Kleinkunstvogel und Steirerkrone Publikumsvogel)
- 2021: Dan Knopper (E-Kleinkunstvogel), Chrissi Buchmasser (Steirerkrone Publikumsvogel)[5][6]
- 2022: Magda Simmel (E-Kleinkunstvogel), Alexander Hechtl  (Steirerkrone Publikumsvogel)[1]
- 2023: Peter Panierer (E-Kleinkunstvogel), Lorenz Hinterberger  (Steirerkrone Publikumsvogel)[1][7]
- 2024: Thomas Gassner (Publikumsvogel und Juryvogel)[8]
- 2025: Felix Fally (E-Steiermark-Kleinkunstvogel), Sebastian Humi (Steirerkrone-Publikumsvogel)[9]

## Presse
Neben der lokalen, regionalen und überregionalen Presse wie der Kleinen Zeitung oder der Kronen Zeitung (vgl. Zitate unter dem Weblink zum „Kleinkunstvogel“) berichtet auch der österreichische Kultursender Ö1 über den als der älteste deutschsprachige Nachwuchswettbewerb bezeichneten Preis. Der Wettbewerb ist auch immer wieder Sprungbrett für international auftretende Künstler wie Michael Mittermaier als Sieger 1988 oder Alf Poier als Zweitplatzierter von 1995.